# 데라자와 히로타카
데라자와 히로타카(일본어: 寺沢広高 1563년 ~ 1633년 5월 18일)는 센고쿠 시대의 무장, 에도 시대 초기의 다이묘이다. 히젠 가라쓰번(肥前唐津藩)의 초대 번주. 마사시게(正成), 사다마사(定政), 히로타다(広忠) 등의 이름을 사용했다. 통칭(通称)은 주지로(忠次郎). 관위는 종사위하, 시마노카미.

## 생애
아버지 데라자와 히로마사(寺沢広政)와 함께 도요토미 히데요시를 섬겼다. 분로쿠 원년(1592년)부터 임진왜란을 즈음하여 히젠 나고야성의 건축을 담당했고, 그 공으로 히데요시의 측근으로 되어 출세했다. 또, 무역통제와 조선에 있는 일본군의 보급과 병력수송등의 임무를 맡았다. 고니시 유키나가와 함께 소위 무단파들로부터 미움을 받았다.
히데요시 사후, 도쿠가와 이에야스에 접근해, 게이초 6년(1600년) 세키가하라 전투에서는 동군에 속했다. 전후, 그 공으로 아마쿠사 4만석으로 가증되었다. 이후 버려진 히젠 나고야성의 부재를 활용해 가라쓰성을 축성하고, 가라쓰번 12만석을 영지로 한 다이묘가 되었다. 영지내의 가라쓰와 아마쿠사의 호족을 탄압한 결과, 영내는 안정되찾고 번영했지만, 그가 죽은 후, 아마쿠사에서는 시마바라 봉기가 발생한다. 이에 막부는 2대 번주 데라자와 가타타카는 실정의 책임을 물어 아마쿠사의 영지를 몰수했다. 그 후 아들 가타타카는 자살하고 대를 이을 아이가 없어 가문은 단절된다.
묘비는 가라쓰시 가가미의 가가미 신사 경내에 있으며, 지역민들은 시마 님(志摩様)으로 숭상되어 매년 봄 묘소를 찾는다.

## 황무지 개간
- 가라쓰번내 황무지를 개간할 때 방풍림을 조성했다. 이 방풍림은 니지노마쓰바라로 일본 3대 송림(松林) 중 한 곳이다.

|  | 제1대 가라쓰번 번주 (데라자와가) 1593년 ~ 1633년 | 후임 데라자와 가타타카 |